# Mountza

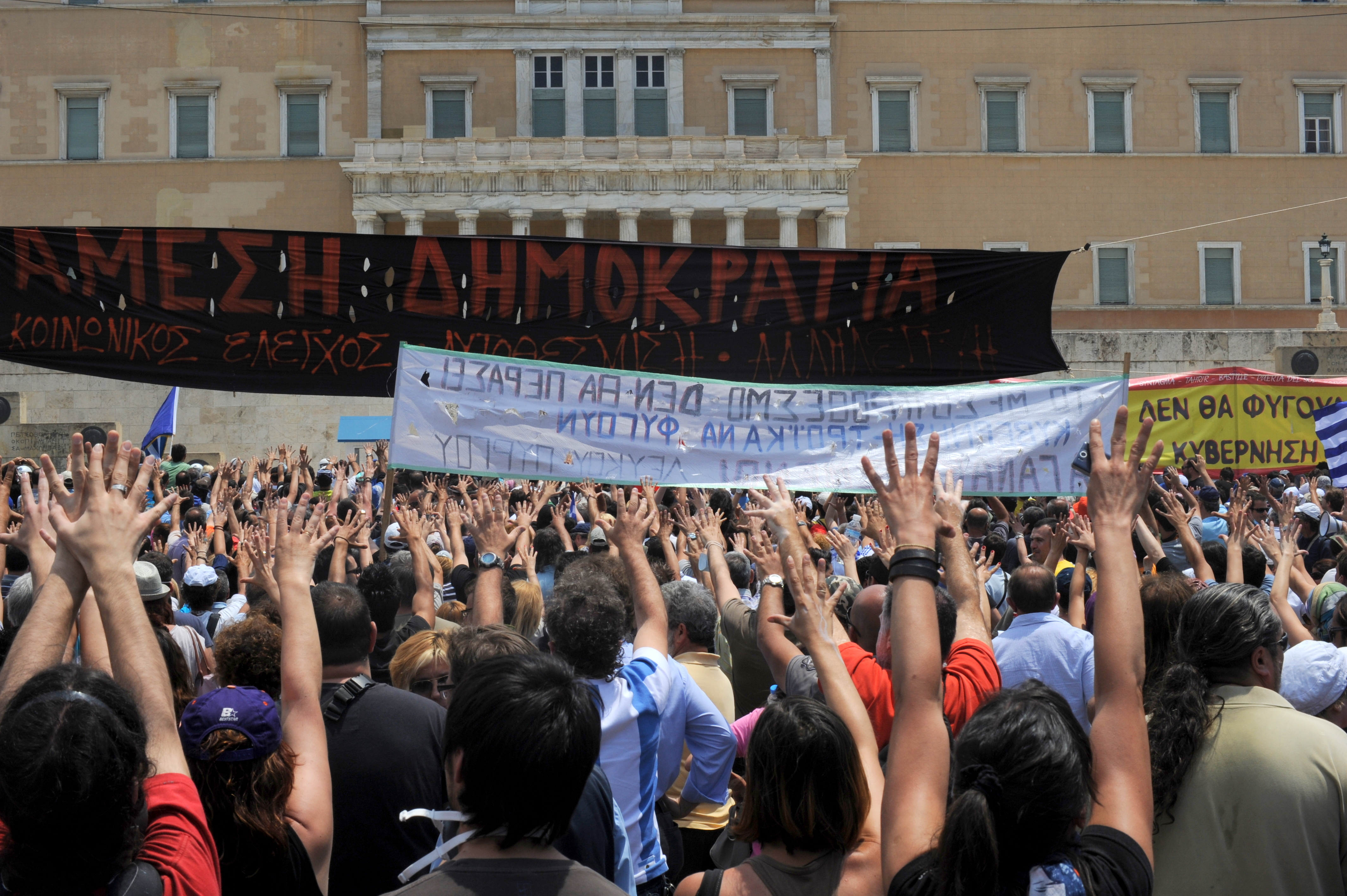
Folla che effettua il moutza durante una manifestazione al Parlamento greco nel 2011

La mountza (in greco: μούντζα, AFI: [ˈmud͡za]), chiamato pure faskeloma (in greco: φασκέλωμα,  AFI: [faˈsceloma]), è un gesto della mano tradizionale greco utilizzato come insulto.

## Descrizione
Il gesto consiste nell'estendere tutte le dita di una o entrambe le mani e presentare il palmo rivolto  in avanti verso la persona da insultare.
È spesso accompagnato con delle imprecazioni. Più il gesto è vicino al viso della persona a cui è rivolto, più è considerato minaccioso e offensivo.
Una versione ancora più offensiva del gesto si ottiene usando entrambe le mani per rafforzare il significato simbolico, schioccando il palmo di una mano contro il retro dell'altra, nella direzione del destinatario a cui il gesto è rivolto.
Le origini del gesto e della parola vengono fatte risalire al codice penale dell'Impero bizantino, dove veniva usato per schernire i criminali o i condannati.